# Радослав Войташек
Радослав Войташек (пол. Radosław Wojtaszek, 13 січня 1987, Ельблонг) – польський шахіст, гросмейстер з 2005 року.
Його рейтинг станом на березень 2020 року — 2719 (28-ме місце у світі, 2-ге серед шахістів Польщі).

## Шахова біографія
Шаховий вундеркінд, Радослав за шахівницею з чотирьох років. У 1993 був чемпіоном Польщі серед дошкільнят, загалом виграв 10 юніорських першостей країни. Серед ранніх виступів варті згадки бронза 2002 року в чемпіонаті Європи серед юніорів до 16, срібло наступного року в юніорській першості до 18 (слідом за Матеушем Бартелем, Будва 2003). Того ж 2003-го, коли йому було 16 років, у командному чемпіонаті Європи серед юніорів до 18 став срібним призером і в командному заліку, і в індивідуальному (на II шахівниці). 2000 року грав на юніорській олімпіаді в Артеку (ІІ шахівниця, 6½ в 9 партіях). 2004 здобув золоті нагороди одночасно двох найпрестижніших юніорських чемпіонатів: Європи та світу.
Дебютував на Чемпіонаті Польщі з шахів у 2005 (18 років) і виграв його. Станом на січень 2016 здобув у 9-ти головних змаганнях країни 7 нагород: двічі золото (2005, 2014), двічі фінішував другим (2009, 2010) тричі виграв бронзу (2006, 2008, 2011). 2006 здобув срібло національного чемпіонату серед студентів. Чемпіон Польщі зі швидких (2014) та блискавичних шахів (2006). Також чемпіон країни у командних змаганнях (2015) на першій шахівниці клубу пол. WASKO HetMaN Katowice.
Срібний призер індивідуального чемпіонату Європи 2011 серед чоловіків. Чемпіон Європи зі швидких шахів (2008) та бронзовий призер європейської першості з бліцу (2011).
Основні звитяги в міжнародних турнірах:
- перемога 2005 року на Краковії;
- 2006 поділене з Петером Гейне Нільсеном перше місце в Салоніках;
- взимку 2007—2008 в Стокгольмі (турнір Rilton Cup) поділив перемогу з Пією Крамлінг, Томі Нюбаком, Васіліосом Котроніасом і Євгенієм Агрестом);
- взимку 200—2009 повторив досягнення на Rilton Cup у Стокгольмі;
- 2009 у Варшаві виграв Меморіал Мічеслава Найдорфа;
- 2010 на V Міжнародному турнірі шахового клубу «Polonia» святкував перемогу разом із Бартоломеєм Мацеєю у Вроцлаві;
- того ж року поділив з Лораном Фрессіне) перший приз на Torneo Internacional A.D.San Juan в Памплоні;
- 2011 переможець Меморіалу Гьорги Маркса в угорському Пакші;
- 2013 виграв Christmas Open у Цюриху.
- 2014 переможець Hilton Basel Chess Festival у Базелі та володар II місця (позаду Максима Ваш'є-Лаграве) у Білі.

За збірну Польщі виступив на 5-ти останніх Олімпіадах:
- 2006 в Турині на V шахівниці (9 пунктів у 11 партіях);
- 2008 в Дрездені- ІІІ шахівниця (7/10);
- 2010 в Ханти-Мансійську грав на першій шахівниці (6/9);
- 2012 на стамбульській олімпіаді показав другий результат серед лідерів команд  (7½/10);
- 2014 у Тромсе п'ять із дев'яти- знову на першій шахівниці.

П'ятиразовий учасник командної першості Європи (на першій шахівниці грав у 2011 та 2015). Переможець клубного чемпіонату Європи в складі чеського G-Team Novy Bor, 2013 на Родосі.
Радославові Войташеку належить декілька непересічних досягнень. За версією ФІДЕ він - найсильніший польський шахіст усіх часів.
Від 2010 він залишається єдиним шахістом Польщі з рейтингом понад 2700. Найвищого рейтингу (станом на січень 2016) досяг у червні 2015—2749 пунктів. В списку найсильніших шахістів посідав 15 місце.
Пан Радослав став першим поляком - секундантом у матчі за звання чемпіона світу у жовтні 2008. До своєї команди його тоді запросив Вішванатан Ананд, з яким вони познайомились в матчах шахової Бундесліги. Ця співпраця продовжилася під час наступних матчів Ананда (2010, 2012, 2013, 2014).
Войташек переміг чемпіона світу норвежця Магнуса Карлсена в 3-му раунді турніру Tata Steel Masters (у січні 2015, Вейк-ан-Зее). В повоєнній історії польських шахів така звитяга сталася вперше.

## Приватне життя
В липні 2015 Радослав одружився з москвичкою, гросмейстринею Аліною Кашлінською (1993 р.н.).

## Зміни рейтингу
| На цьому місці має відображатися графік чи діаграма, однак з технічних причин його відображення наразі вимкнено. Будь ласка, не видаляйте код, який викликає це повідомлення. Розробники вже працюють для того, щоби відновити штатне функціонування цього графіка або діаграми. | |
| | На цьому місці має відображатися графік чи діаграма, однак з технічних причин його відображення наразі вимкнено. Будь ласка, не видаляйте код, який викликає це повідомлення. Розробники вже працюють для того, щоби відновити штатне функціонування цього графіка або діаграми. |